# Каїрський єгипетський музей
Каїрський єгипетський музей — археологічний музей в Каїрі присвячений Стародавньому Єгипту. Музей є найбільшим у світі сховищем предметів староєгипетського мистецтва. Його колекція налічує близько 120 тисяч експонатів всіх історичних періодів давнього Єгипту. 
Сучасна будівля музею, розташованого в центрі міста на площі Мідан ель-Тахрір, була побудована в 1900 році в неокласичному стилі за проєктом французького архітектора Марселя Дюнона. До неї музей переїхав в 1902 році.

## Передісторія

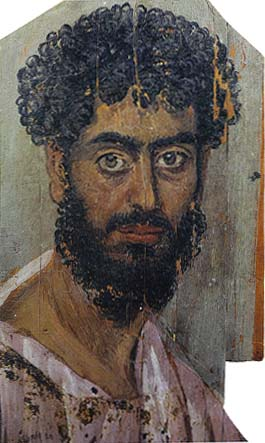
Невідомий (фаюмський портрет), 2 ст. н.е. Каїрський єгипетський музей

Зародком майбутнього Каїрського музею стала так звана Служба старожитностей Єгипту, організована єгипетським урядом в 1835 році. Головною метою її було обмежити злодійське беззаконня, що панувало в місцях археологічних розкопок. Розграбування могил, що процвітало тисячоліття тому, стало справжньою проблемою в XIX столітті. Нерідко траплялося, що перш ніж археологи наближалися до гробниці, місцеві жителі вже щосили продавали статуетки і коштовності з неї на антикварних ринках. Виникнення Служби старовини поклало початок впорядкуванню як ходу розкопок, так і зберігання знайдених предметів.

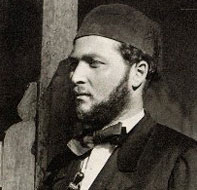
Огюст Маріетт

Проте справжнє народження Каїрського музею пов'язане з ім'ям іноземця — французького єгиптолога Огюста Маріетта. Молодий співробітник Єгипетського департаменту Лувру приїхав в 1850 році до Каїра, щоб придбати для Лувру декілька папірусів. Опинившись в Єгипті, він став свідком планомірного розкрадання археологічних знахідок. Всі численні приїжджі — туристи, учені, любителі старизни — прагнули придбати яку-небудь старовину; в кращому разі — для музеїв на своїй батьківщині, в гіршому — для особистих колекцій. Такий гігантський попит негайно породив відповідну пропозицію. Служба старовини Єгипту була не в змозі контролювати роботу чорних ринків, де продавалися часом дорогоцінні пам'ятники, яких назавжди позбавлявся Єгипет. Окрім прямої кримінальщини, єгипетська наука страждала від відсутності твердої юридичної бази. Пам'ятники не тільки крали — їх відкрито вивозили.
І ось Огюст Маріетт, замість того, щоб, за прикладом інших археологів, здобувати скарби для своєї країни, присвячує своє життя чужій. Всі сили він кладе на створення музею в Єгипті, де зберігалося б все, знайдене на єгипетській землі. Зокрема — і знахідки самого Маріетта, серед яких знаменита нині Алея сфінксів, або Серапеум, в Саккарі. Стараннями Маріетта музей був заснований спочатку в Булаці, в 1858 році. З того часу все, відкрите на території Єгипту, вважалося державною власністю і автоматично відправлялося в музей. Розкраданню пам'ятників історії і культури Єгипту було покладене край. У 1880 році Булацький музей був переведений в Гізу, по сусідству із знаменитими пірамідами, в прибудову до палацу тодішнього глави Єгипту Ізмаїла Паші.

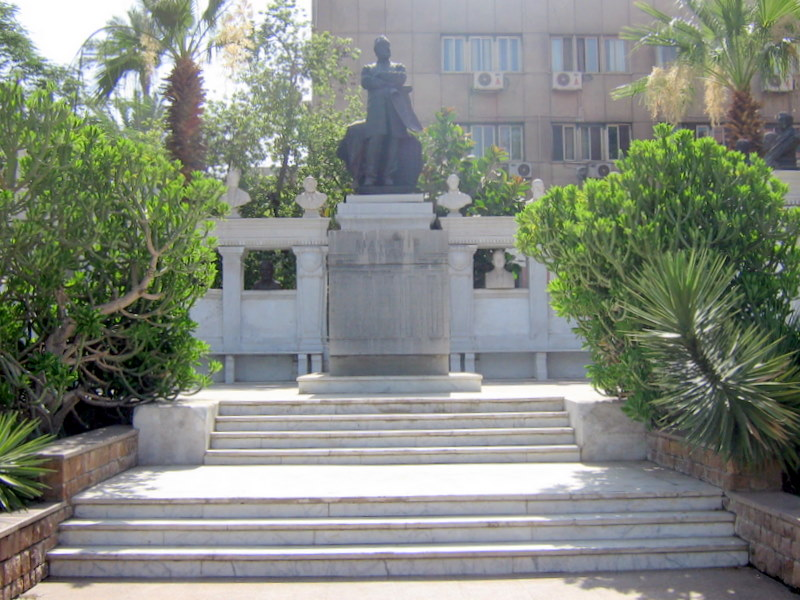
Пам'ятник і саркофаг Огюста Маріетта в саду Каїрського єгипетського музею

Через рік Маріетт помер. Пам'ятник великому єгиптологові і безкорисливому дослідникові стоїть у дворі музею в Каїрі, куди колекція була перевезена в 1902 році. Тут же, в стародавньому гранітному саркофагу, покоїться прах ученого.

## Експонати
Музей вміщає понад 120 000 експонатів в 107 залах. Серед них безліч царських мумій, знайдених при розкопках в Долині Царів, скарби гробниць фараонів, зокрема — поховання молодого фараона Тутанхамона (XIV століття до н. е.), відкрите в 1922 англійським вченим Говардом Картером. Воно стало чи не найсенсаційнішим археологічним відкриттям XX століття, оскільки гробниця Тутанхамона виявилася єдиною серед своїх сусідок майже незайманої стародавніми грабіжниками.
Кількість знайдених в гробниці предметів мистецтва перевищували три з половиною тисячі; велика частина їх знаходиться нині в Каїрському музеї. Серед них — коштовності, прикраси, домашнє начиння, саркофаги (мумія фараона була захована в декілька дорогоцінних саркофагів). Найбільш прославлений експонат цього відділу — так звана Золота маска Тутанхамона. Це зображення молодого фараона, що лежало на обличчі мумії.
Дорогоцінний розділ Каїрського музею — витвори мистецтва так званого Амарнського періоду (також XIV століття до н. е.). Назва походить від села Тель-ель-Амарна, де було знайдено більшість цих шедеврів. Всі вони пов'язані з ім'ям «фараона-єретика» Аменхотепа IV. Він відрікся від многобожжя предків і законодавчо ввів в країні єдиний культ Сонця-Атона, на честь якого узяв собі нове ім'я, — Ехнатон. Прагнучи повністю відновити і духовне, і офіційне життя Єгипту, він покинув Фіви — стародавню єгипетську столицю і заснував нову, названу їм Ахетатон, на тому місці, де пізніше і виникла Тель-ель-Амарна.
Релігійна реформа Ехнатона потягла за собою й інші. Його естетичні вимоги послужили причиною виникнення нового, раніше небувалого художнього стилю, який зараз іменують амарнським. В порівнянні з канонічним стриманим староєгипетським мистецтвом, амарнський стиль проводить враження своєрідного експресіонізму.

## Галерея

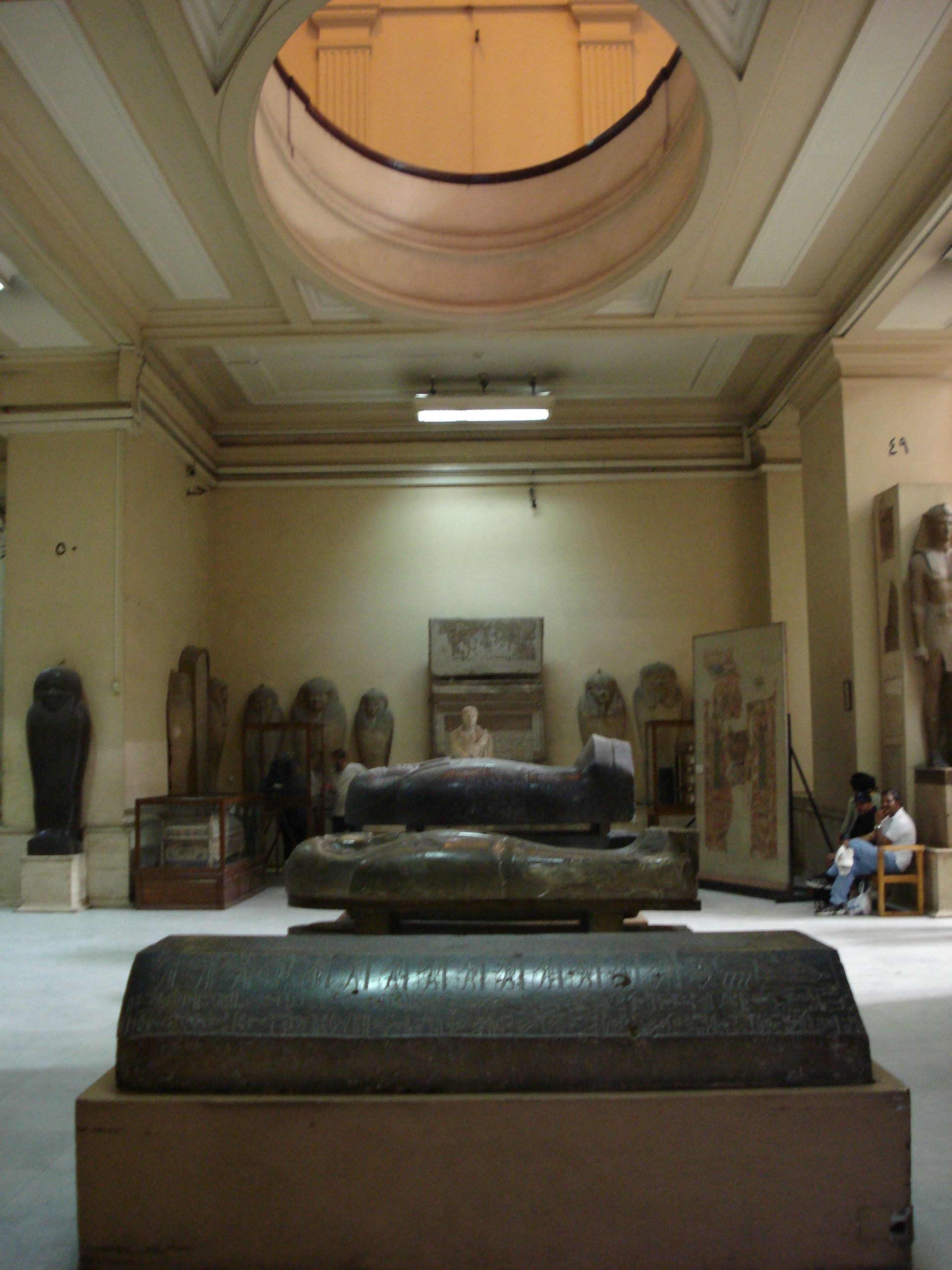
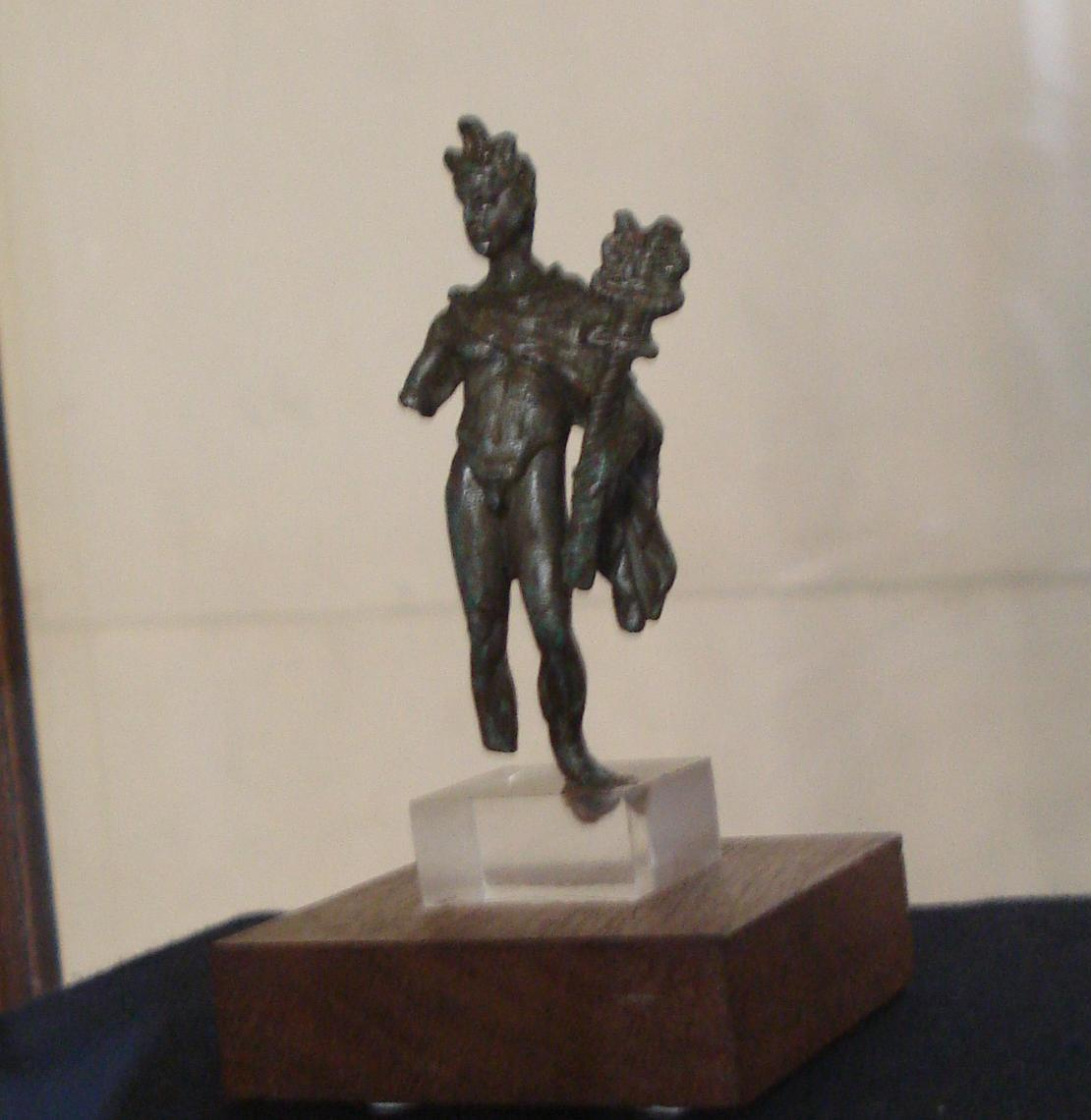
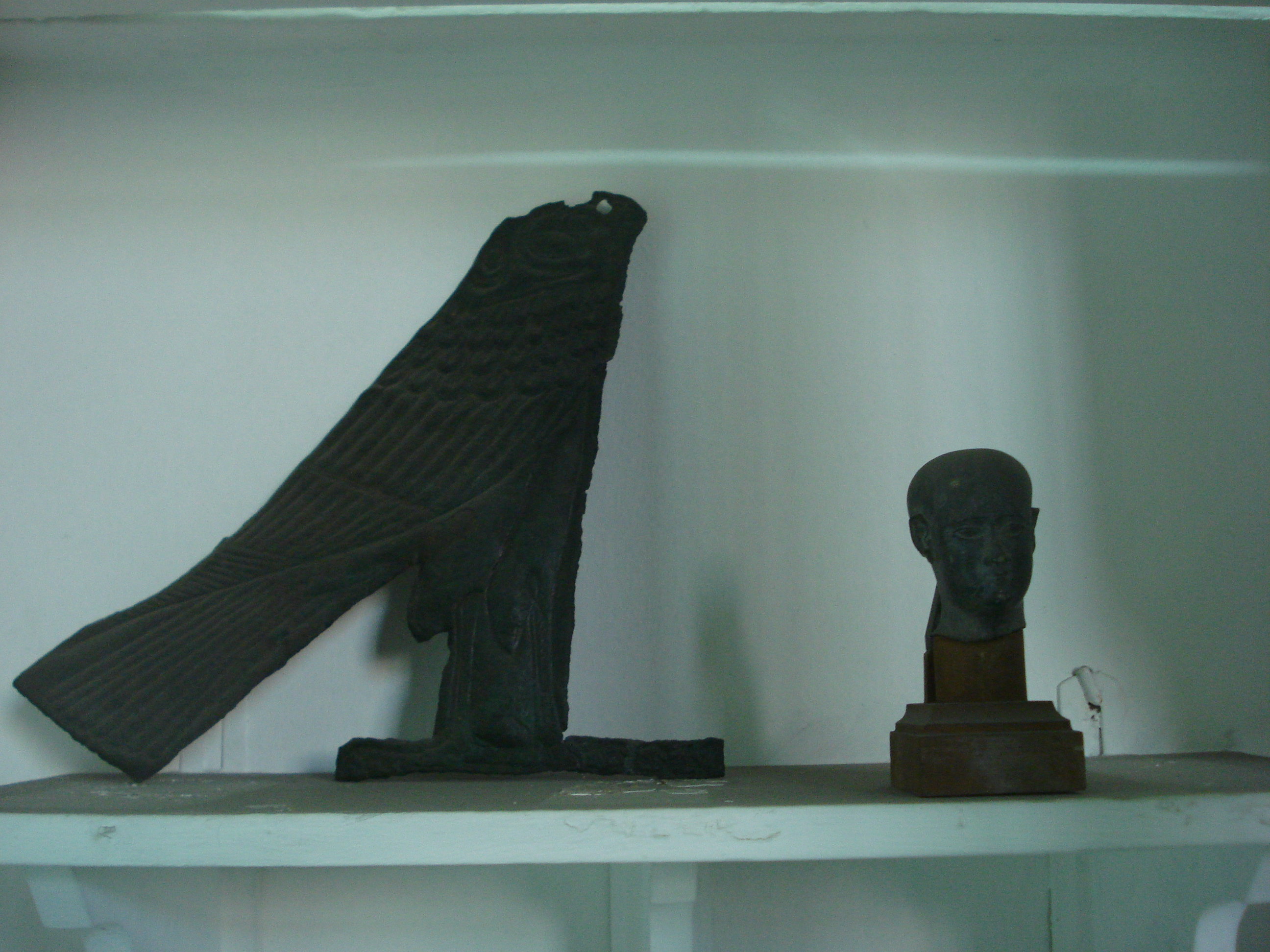
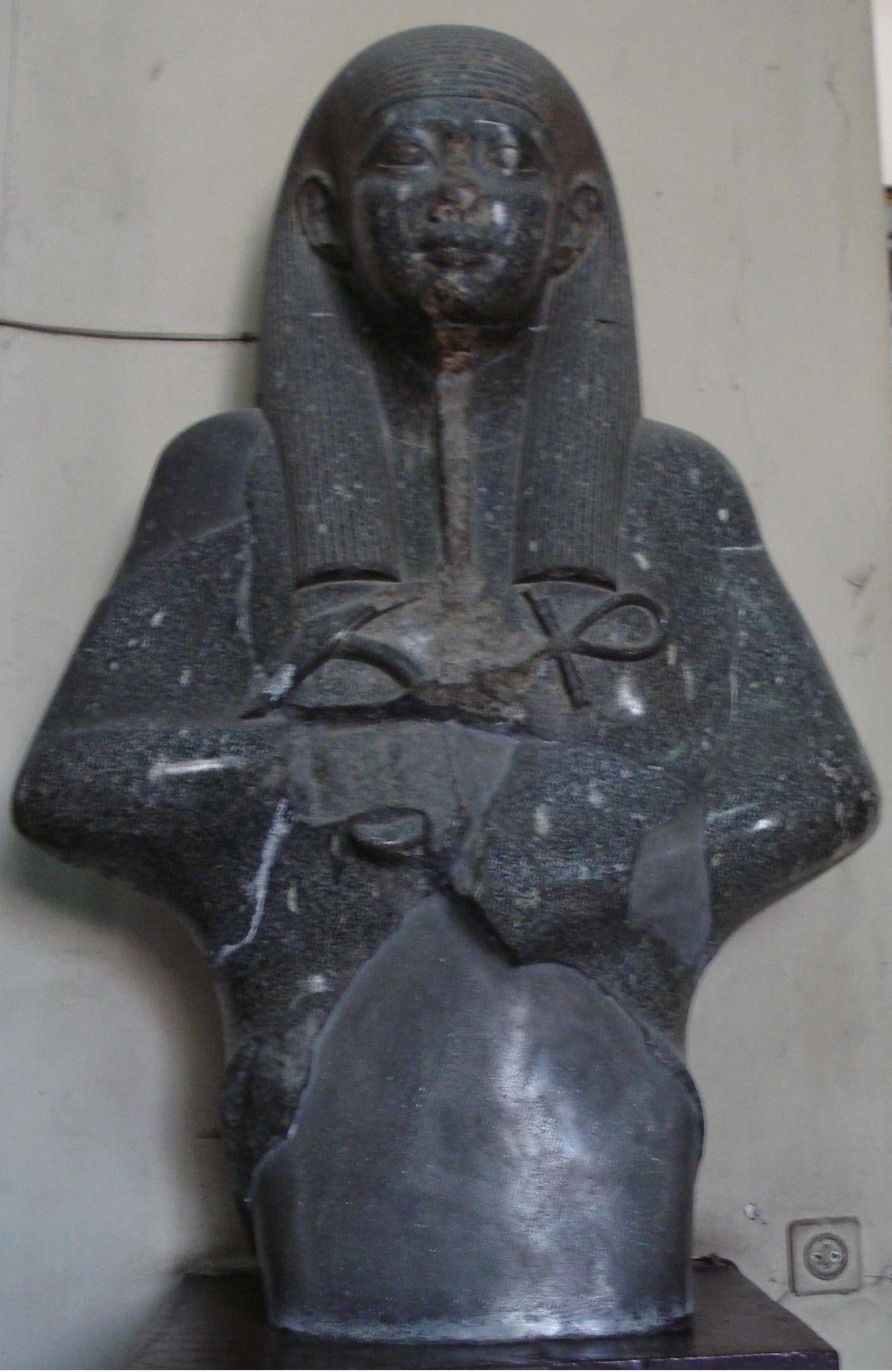
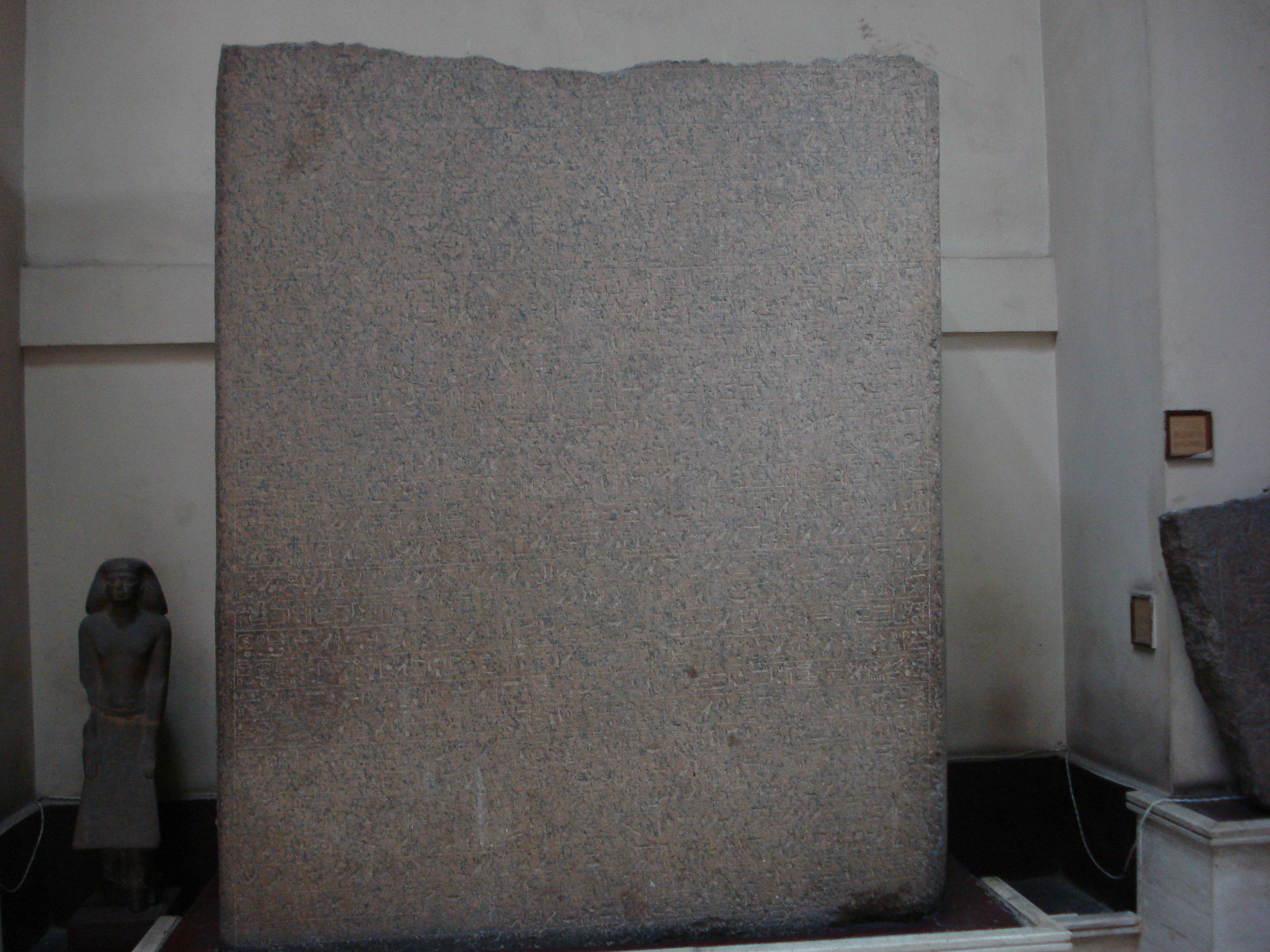
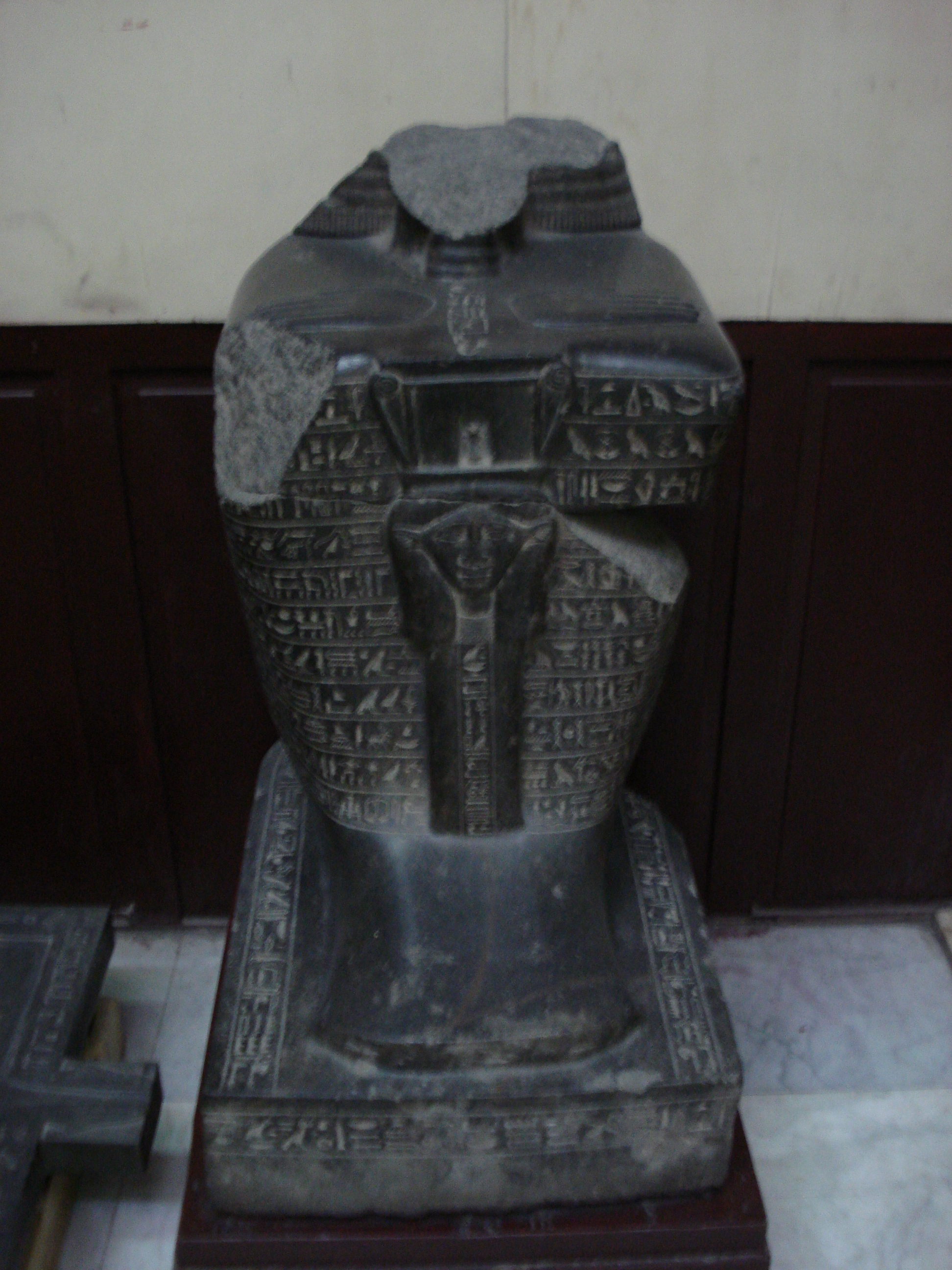
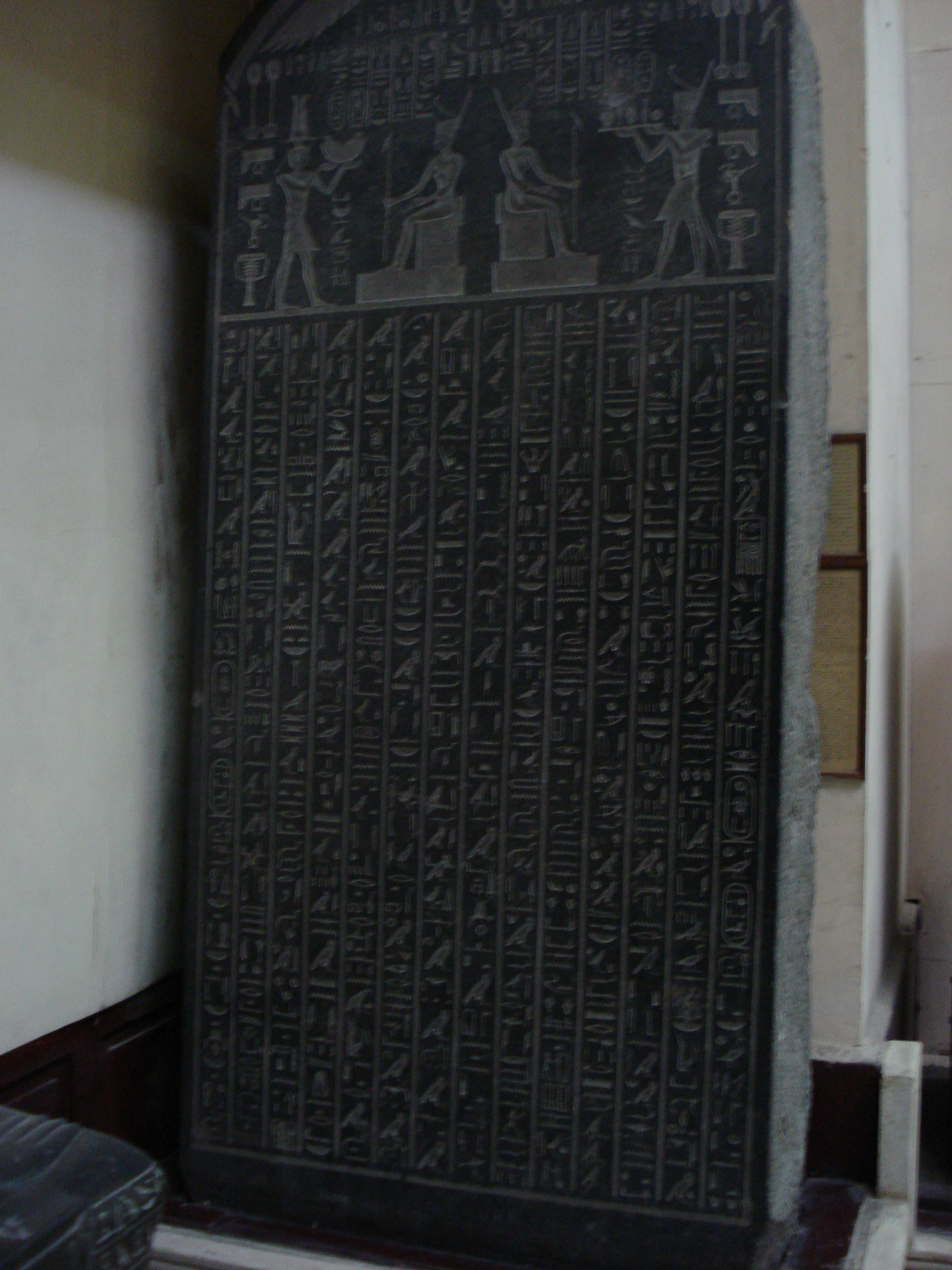
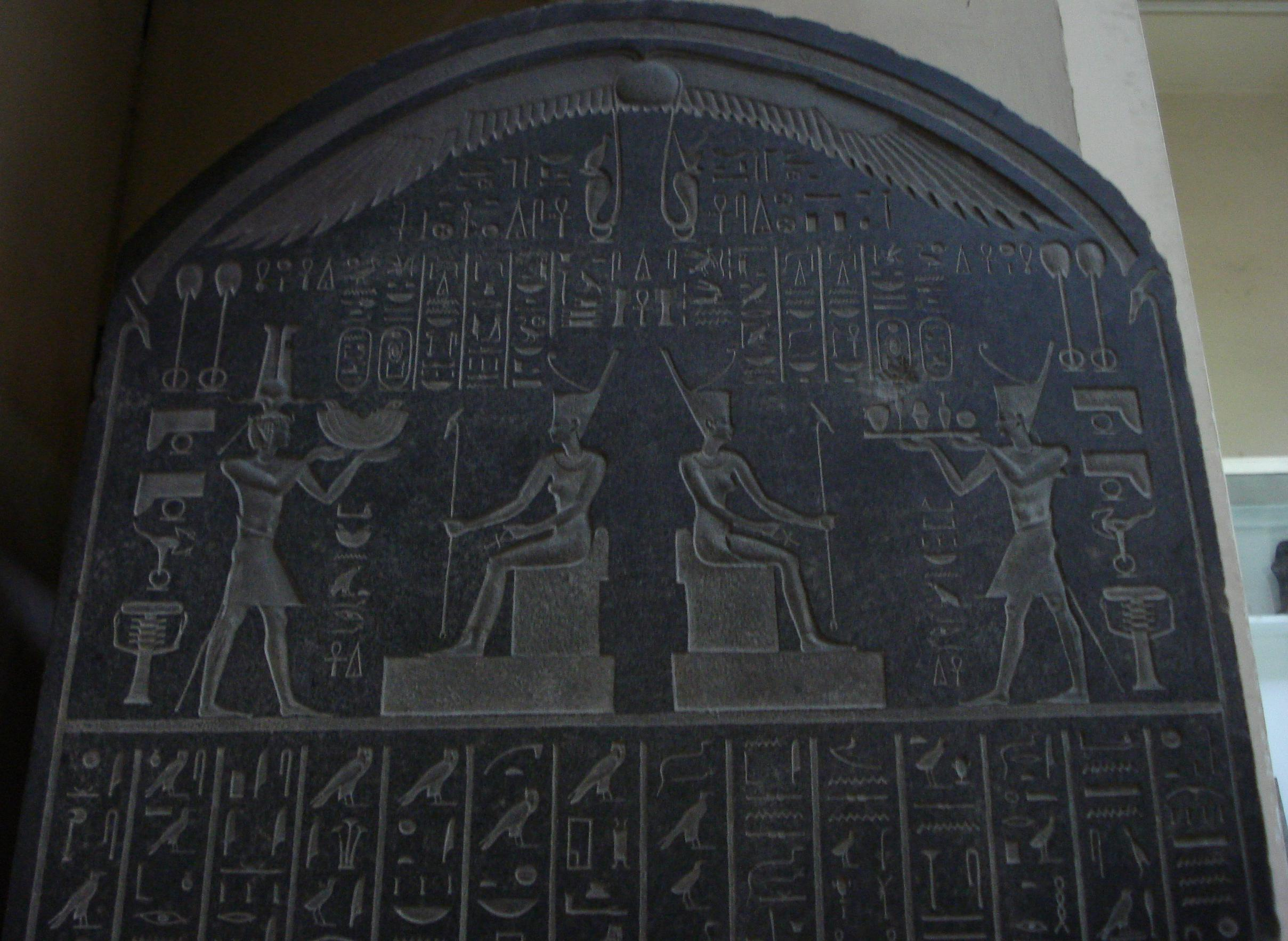
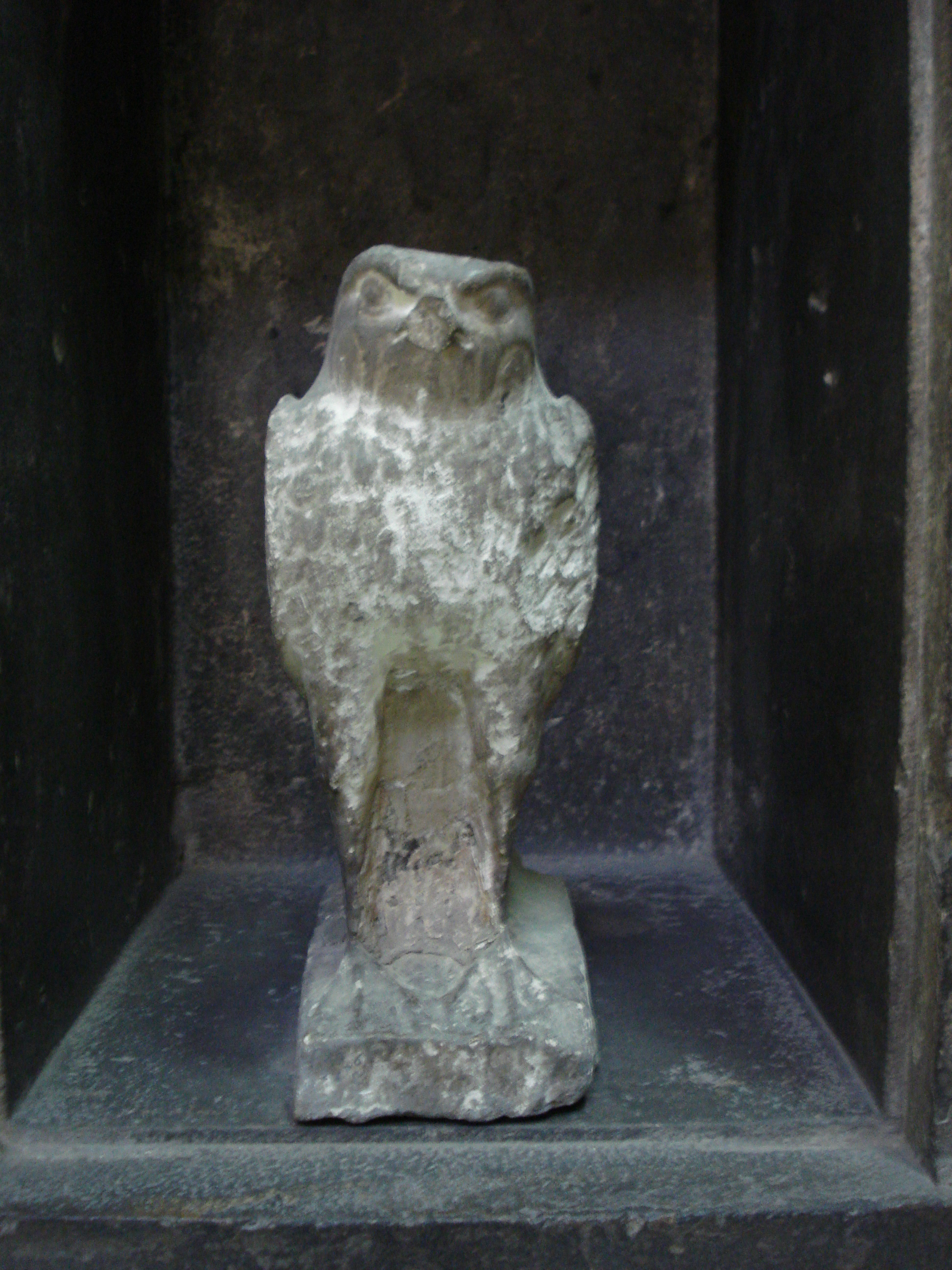
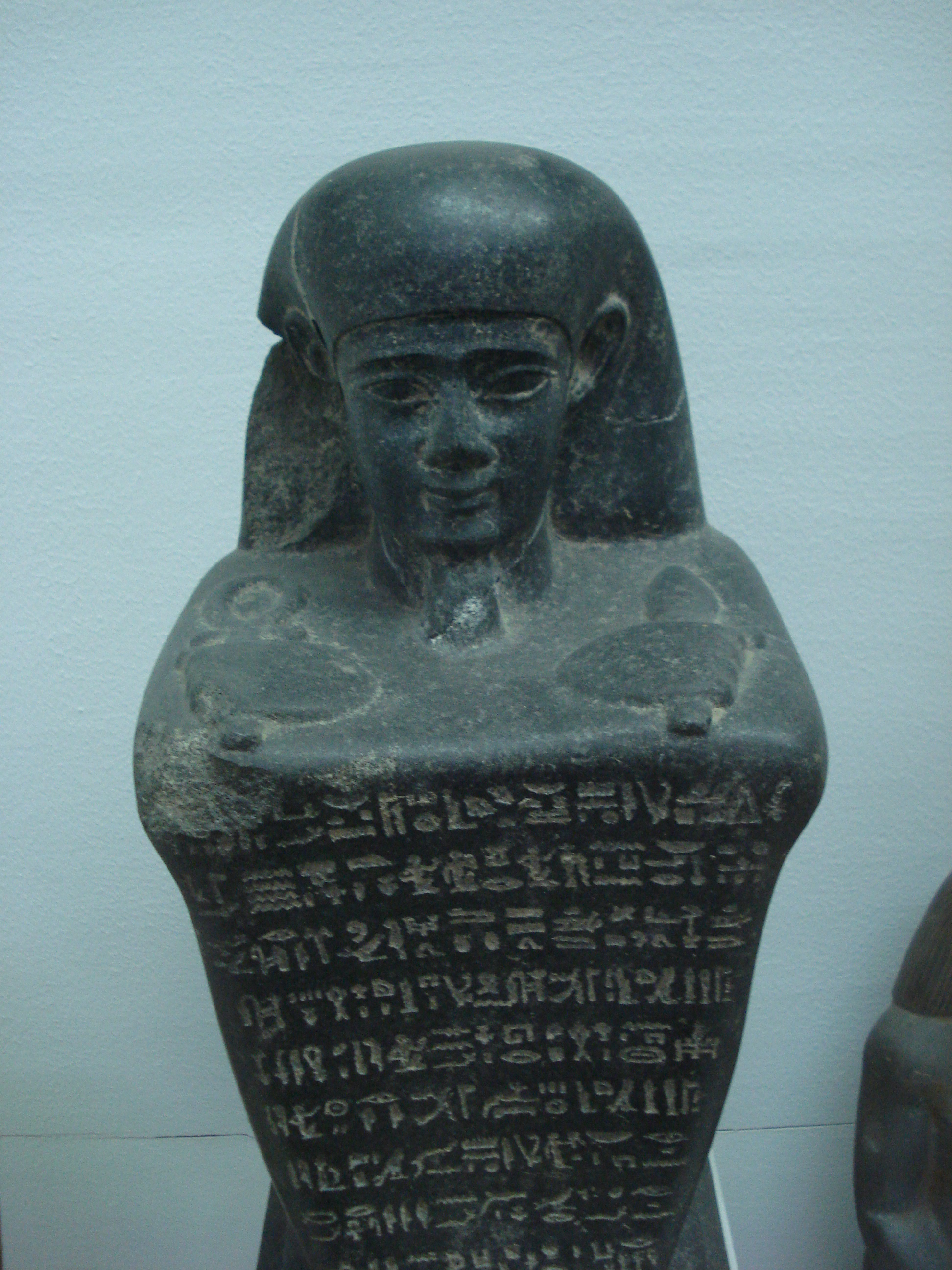
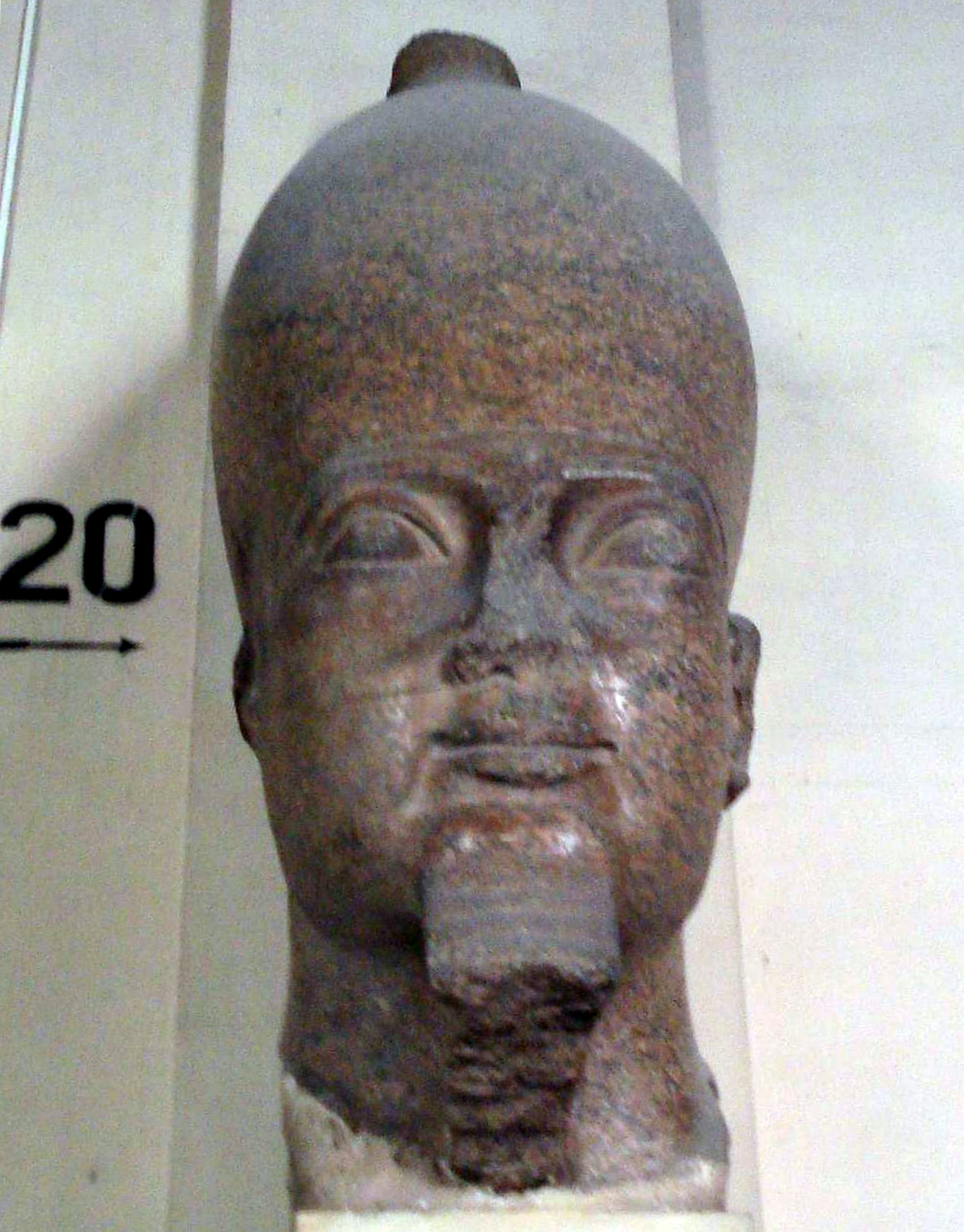
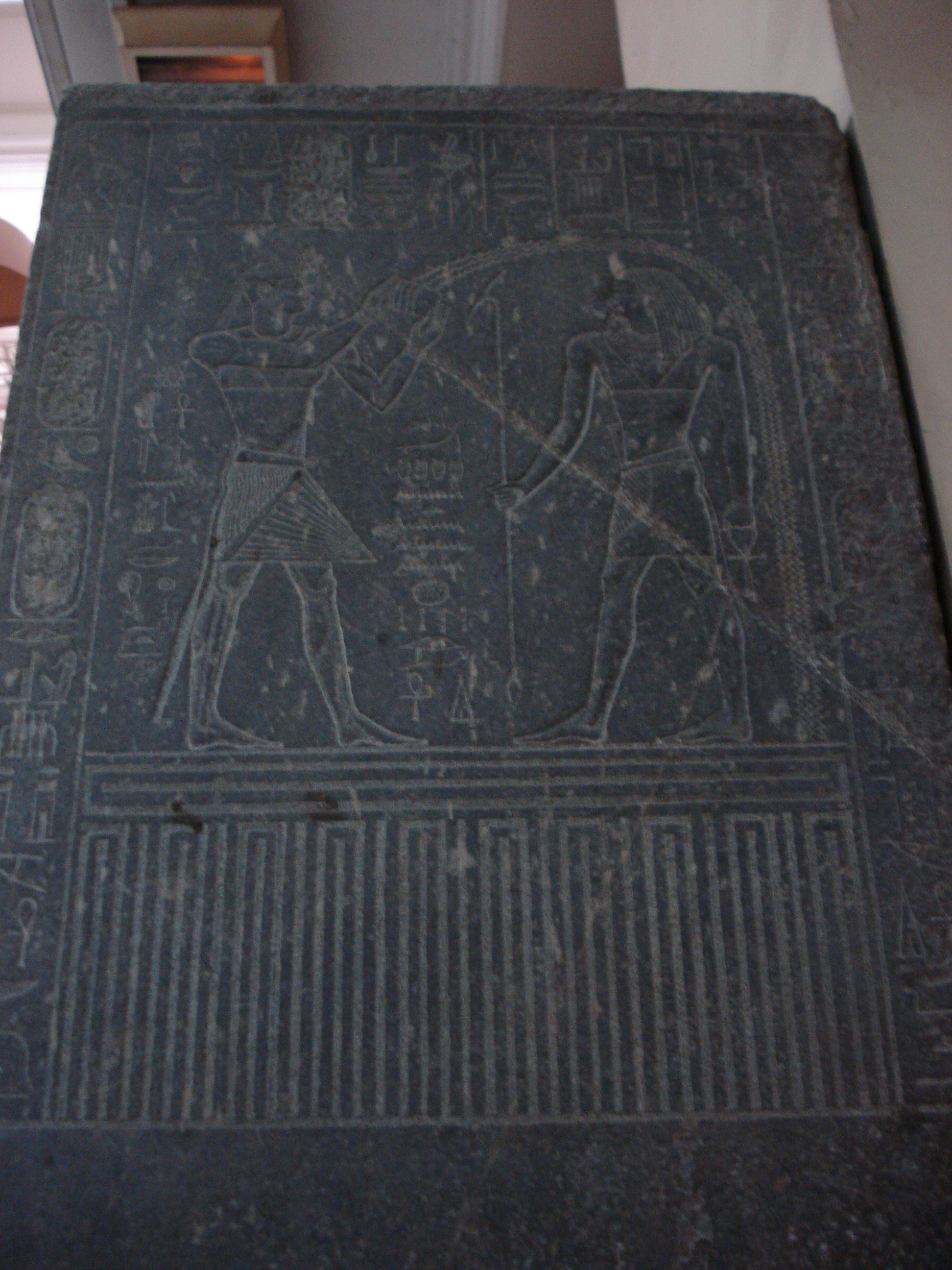
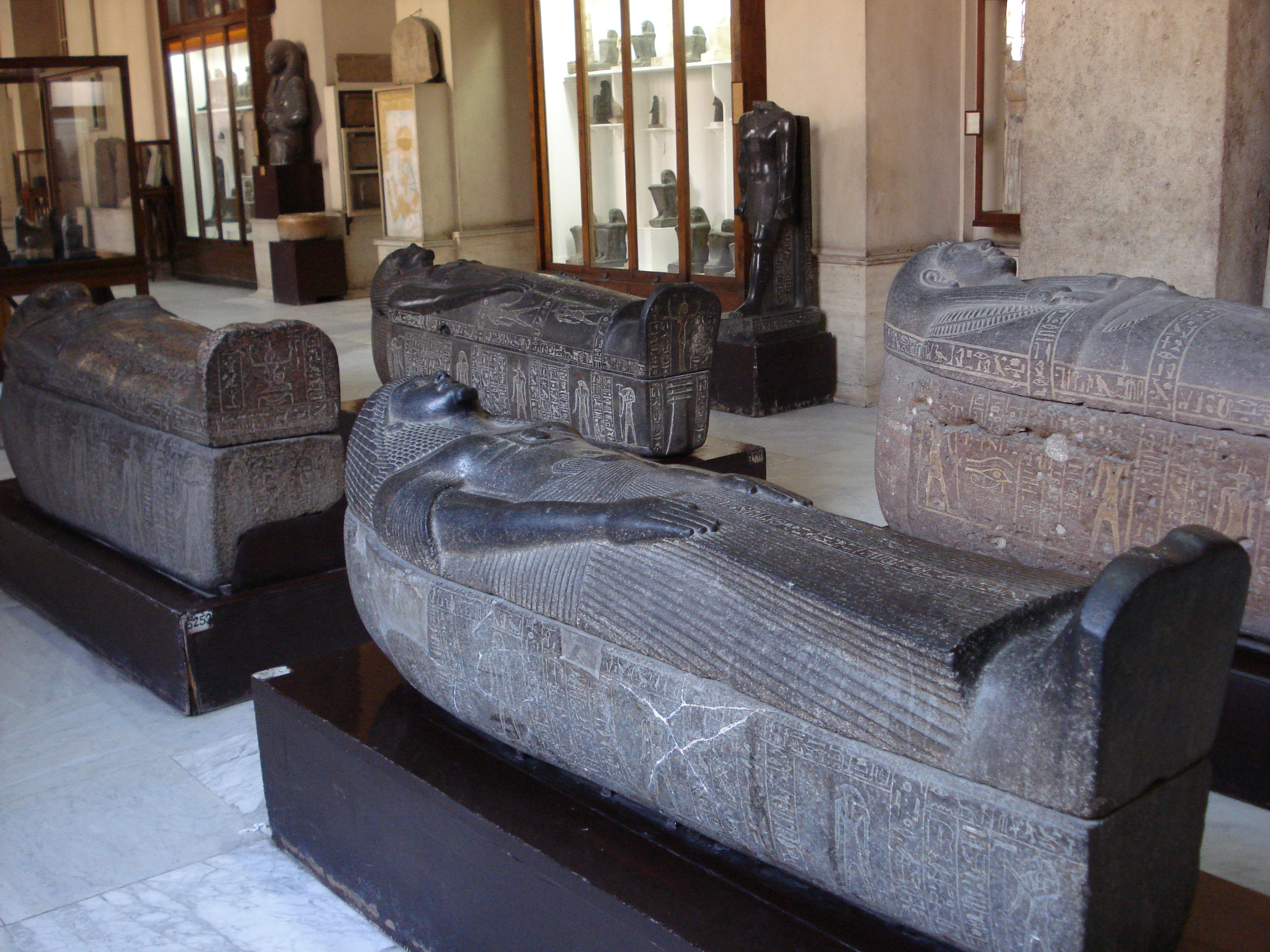
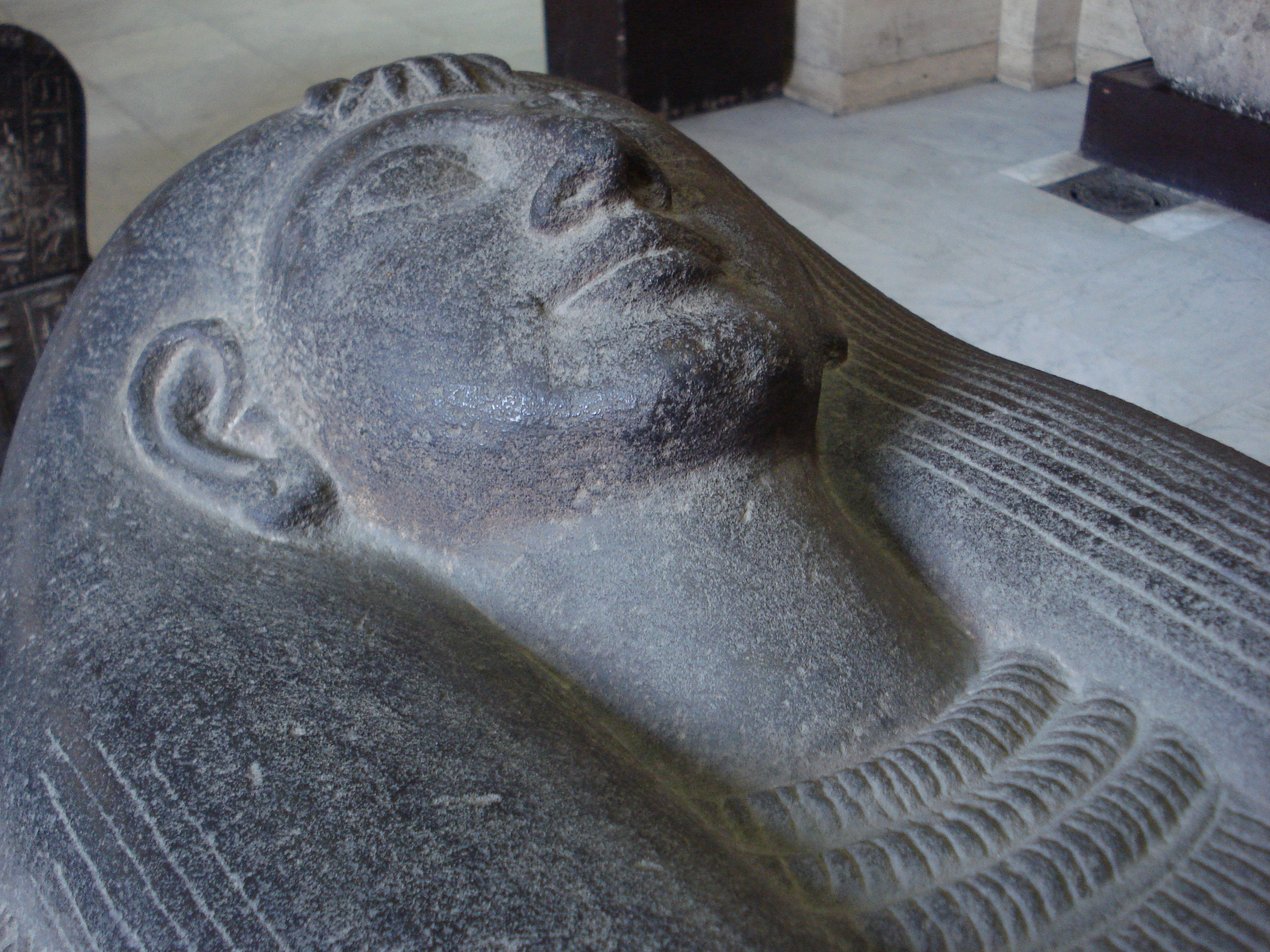
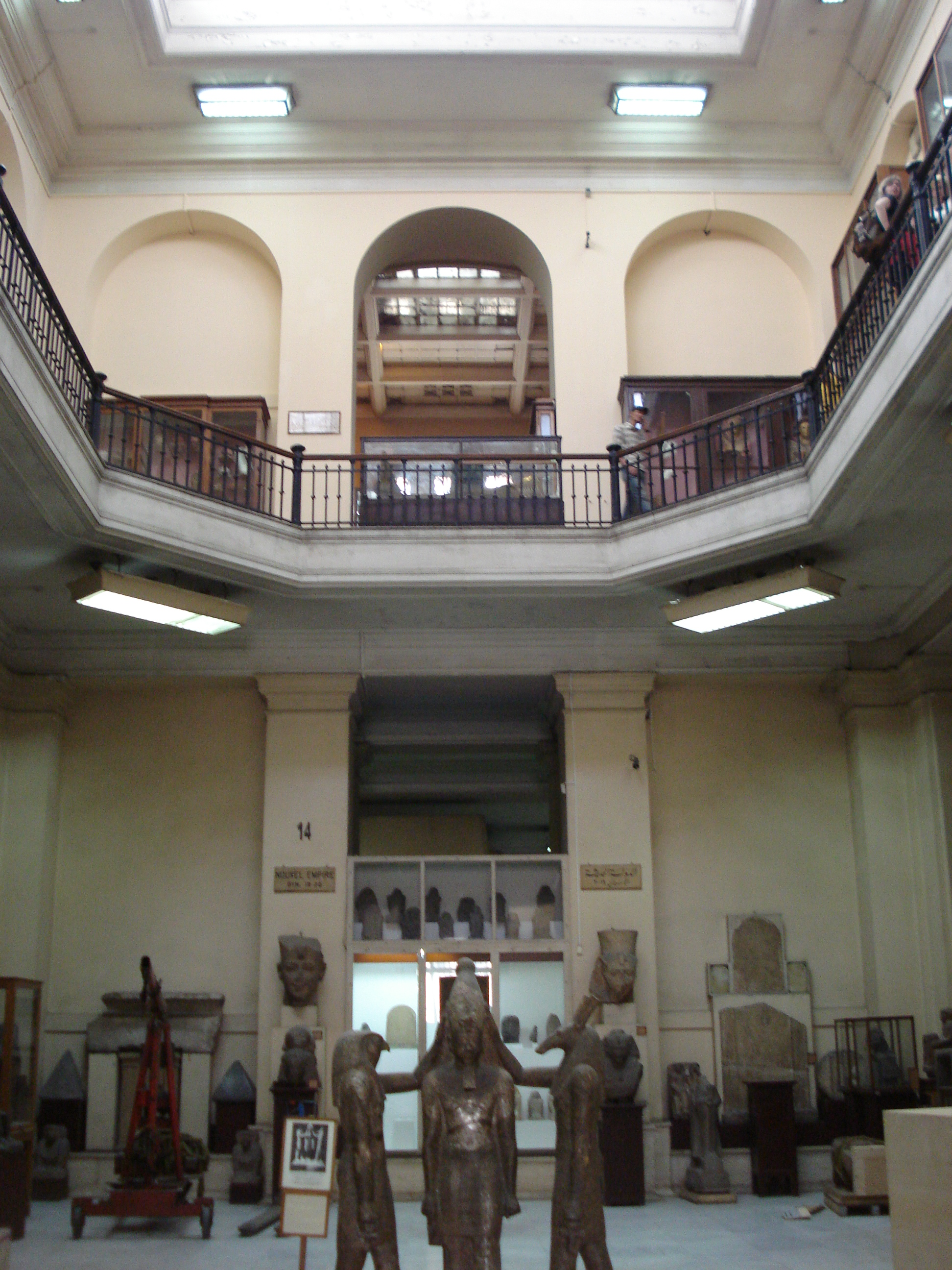
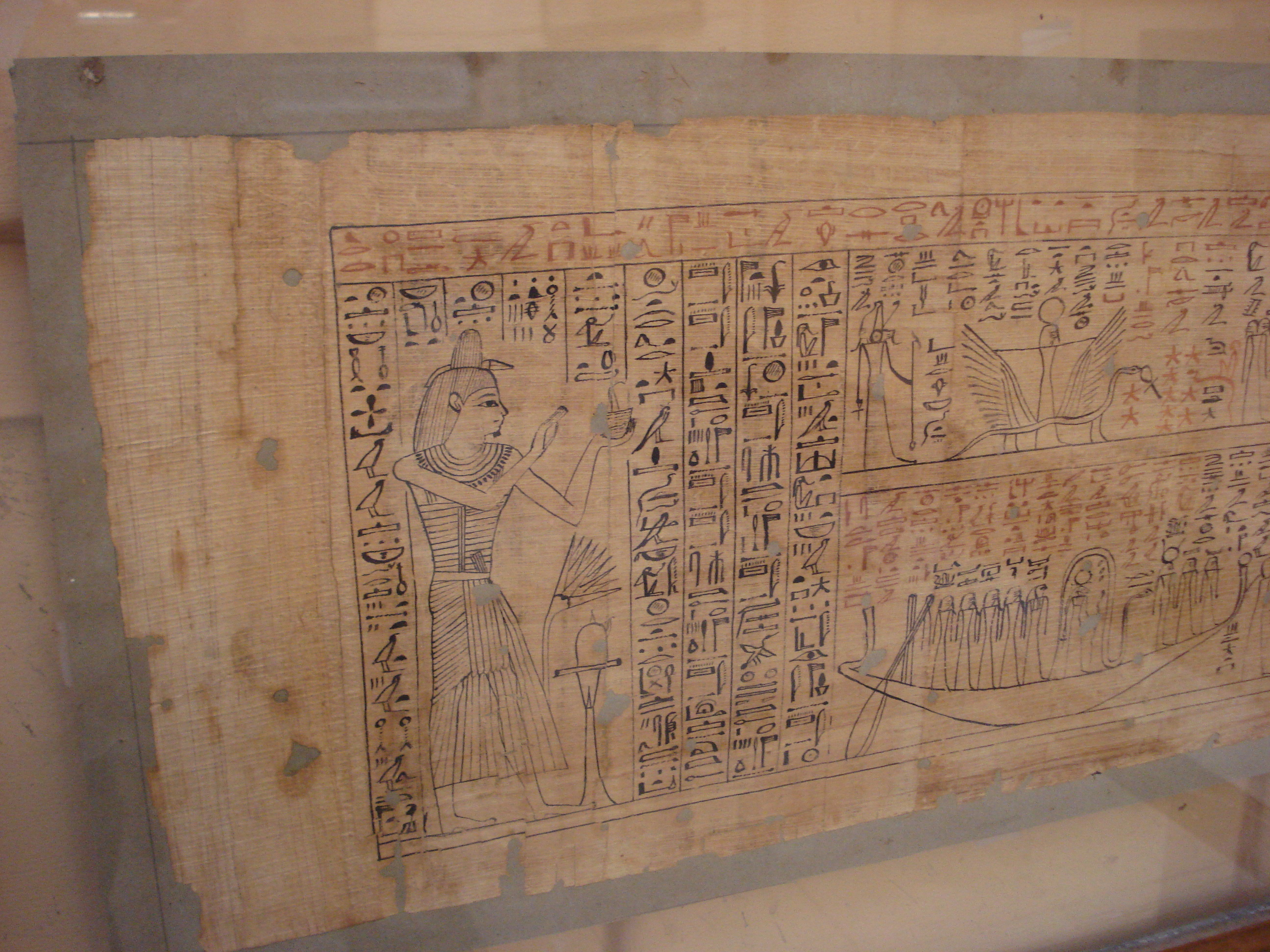
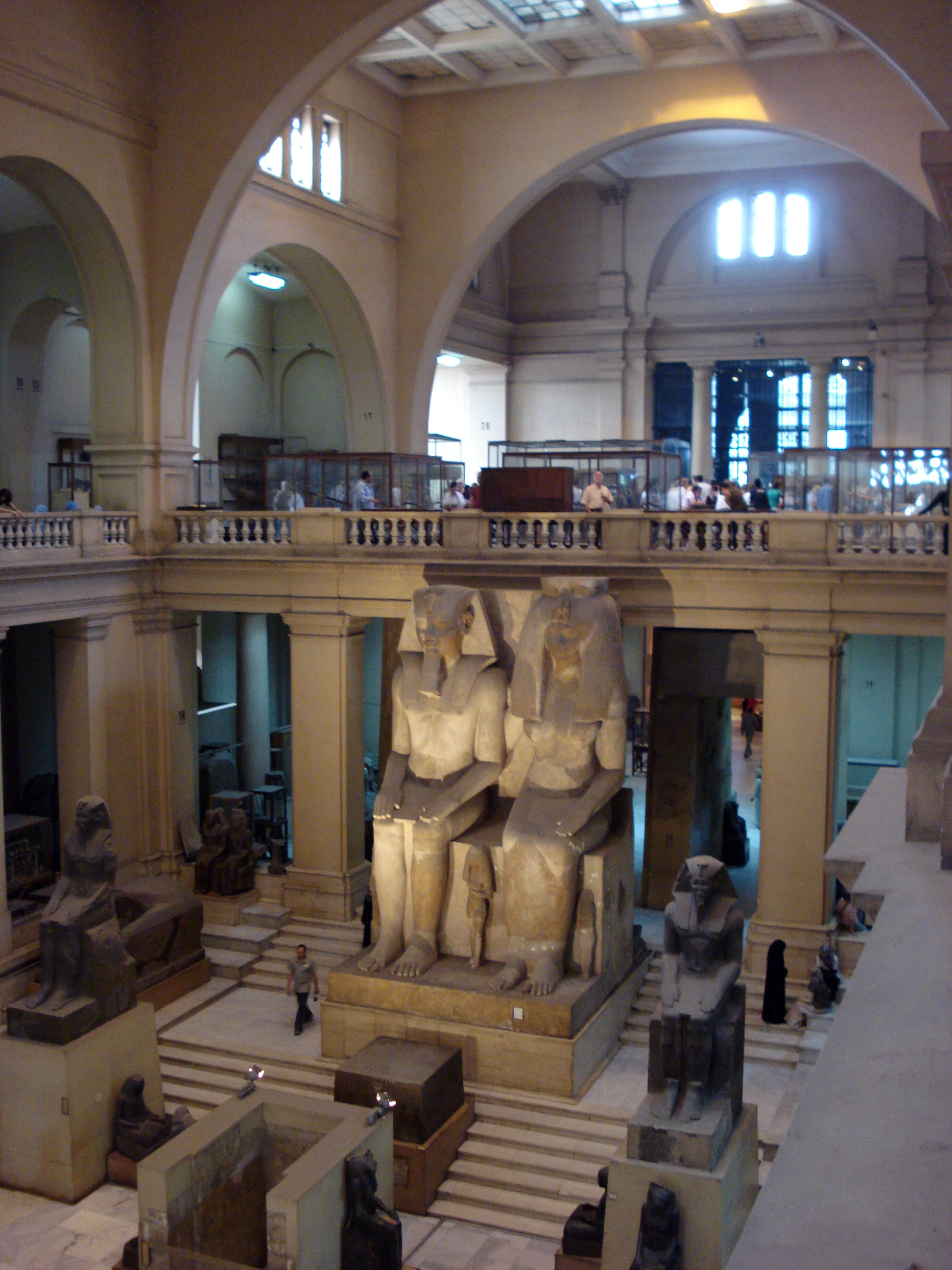
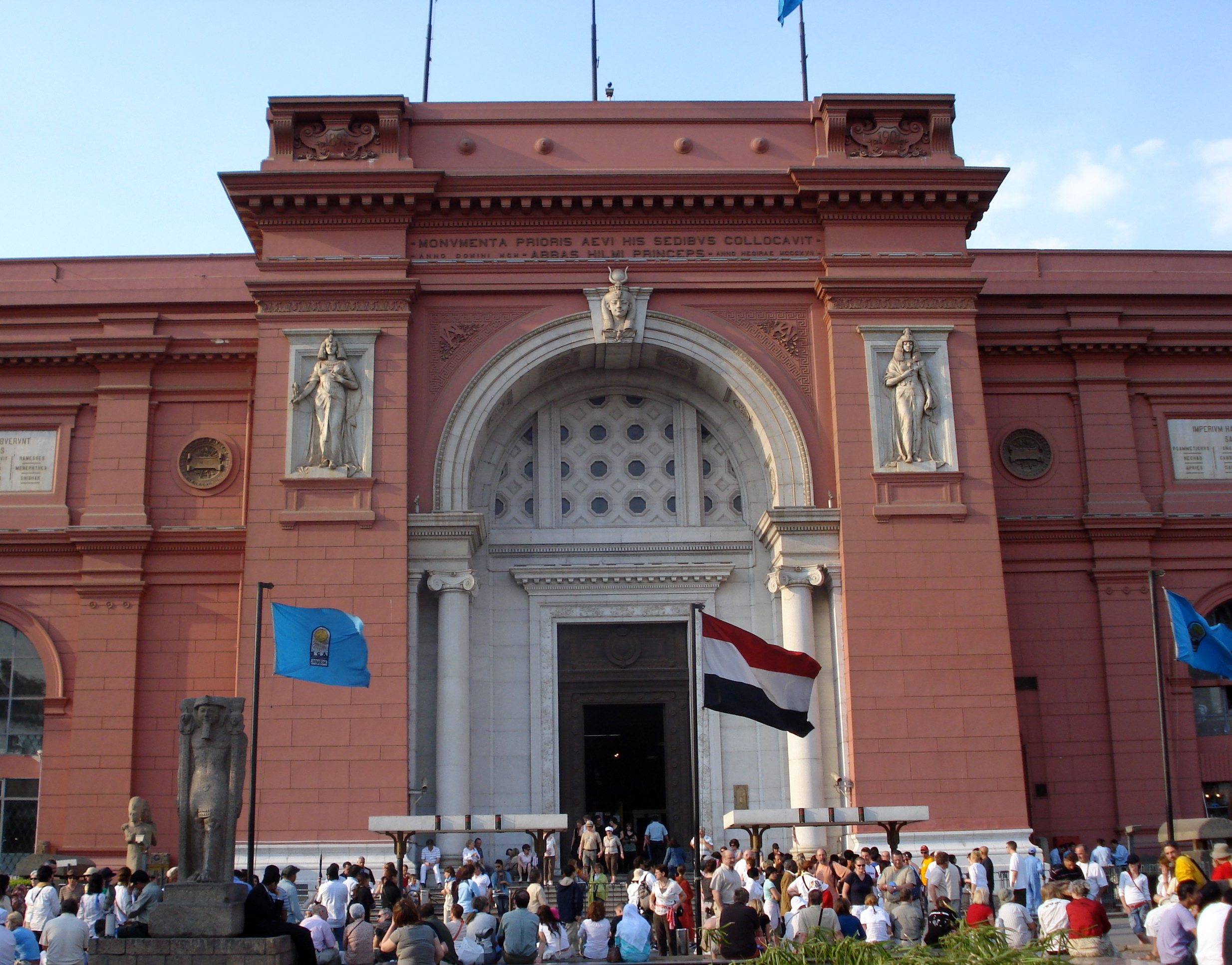
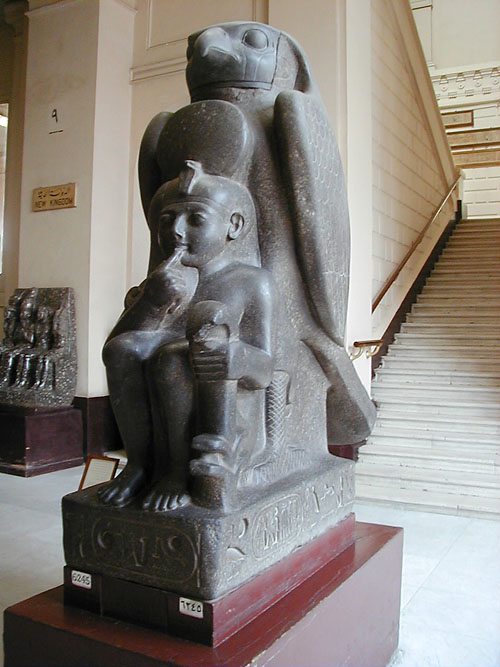
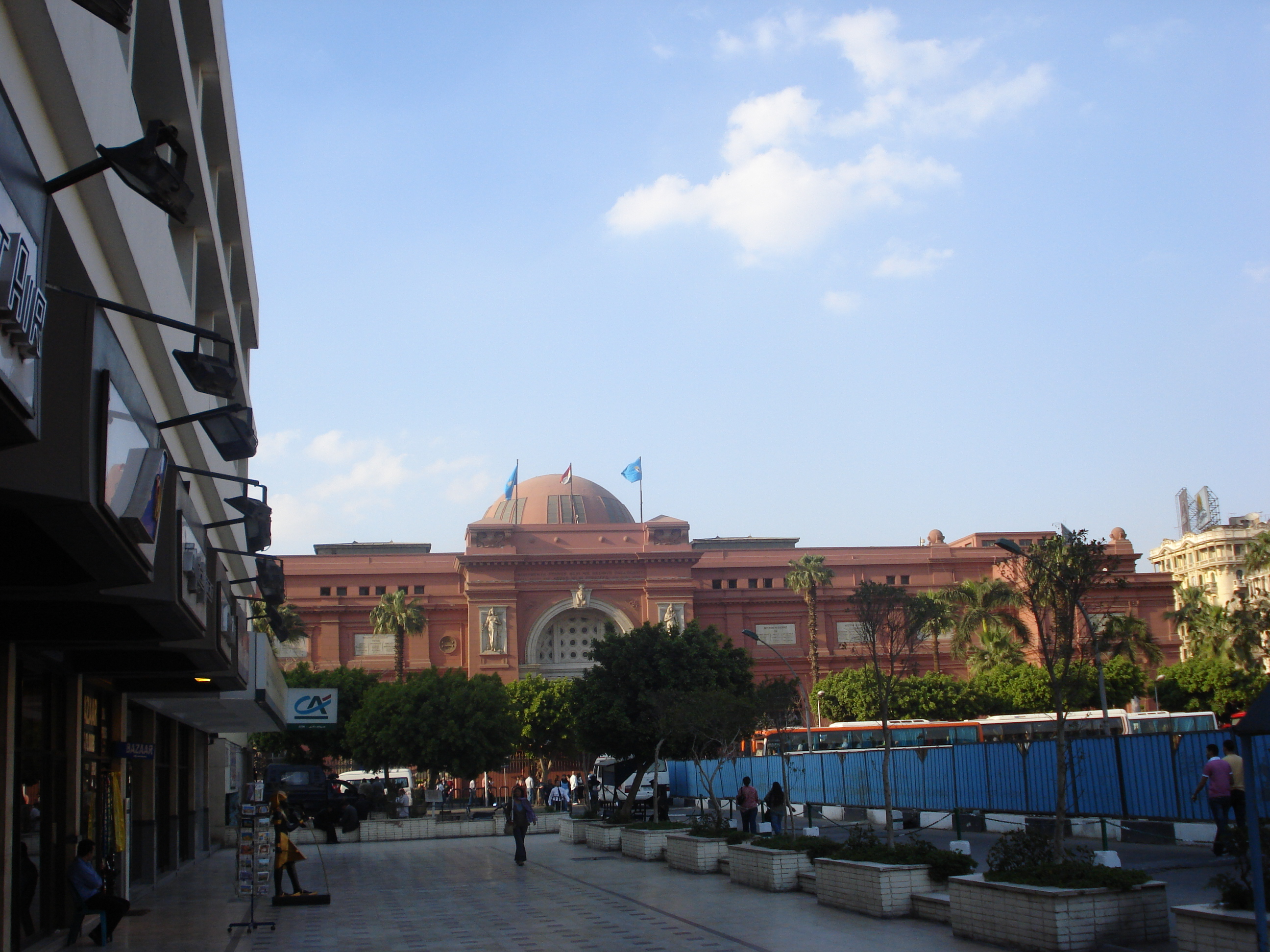
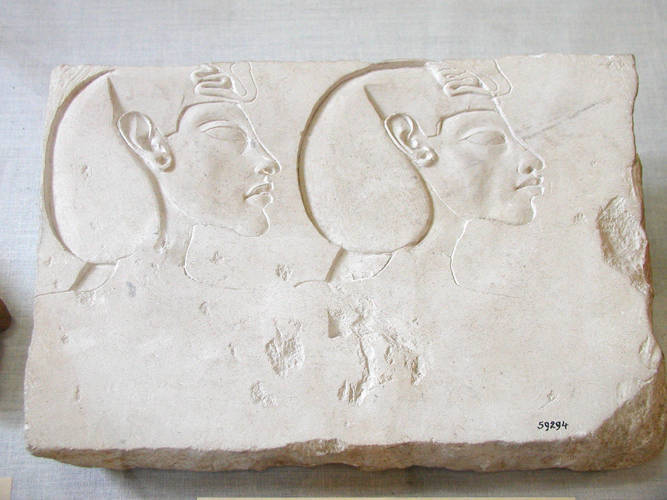
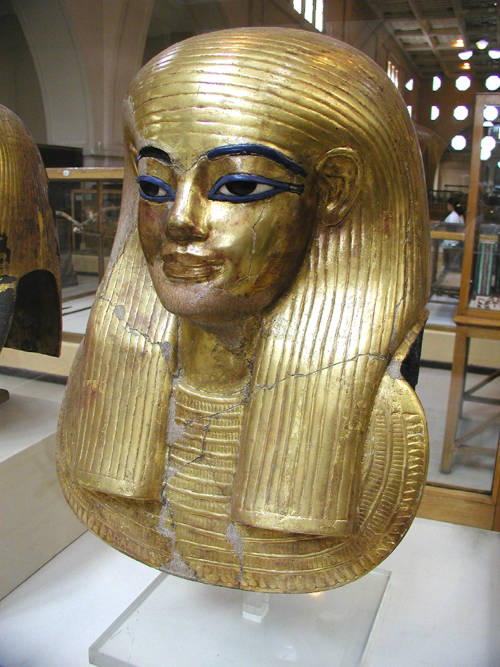
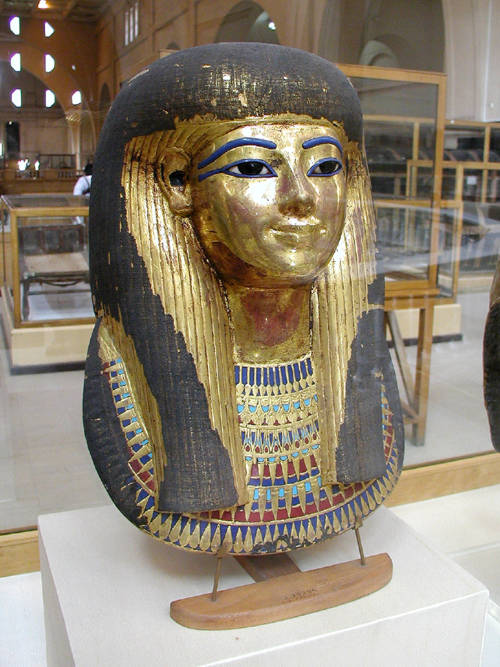
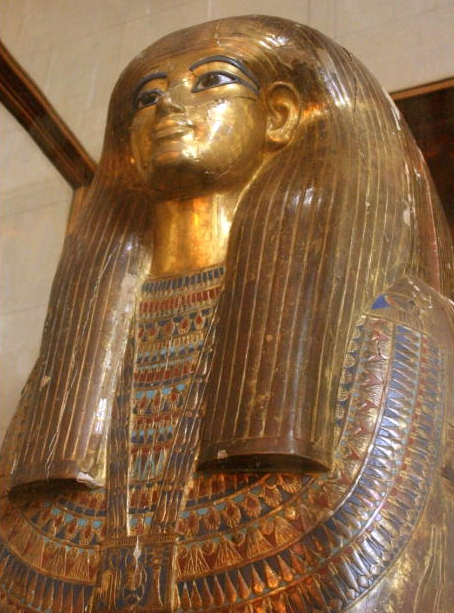
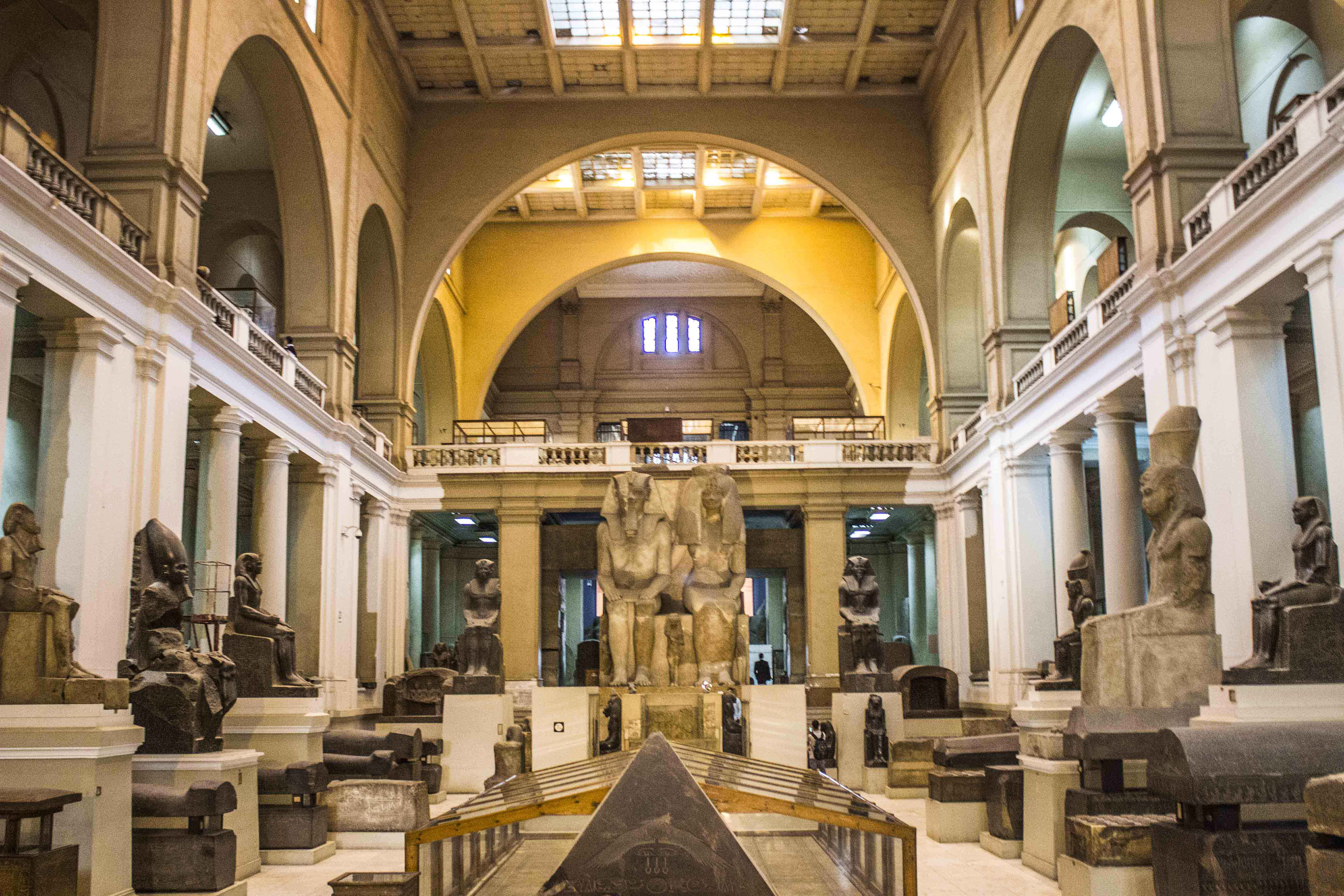
Зал музею
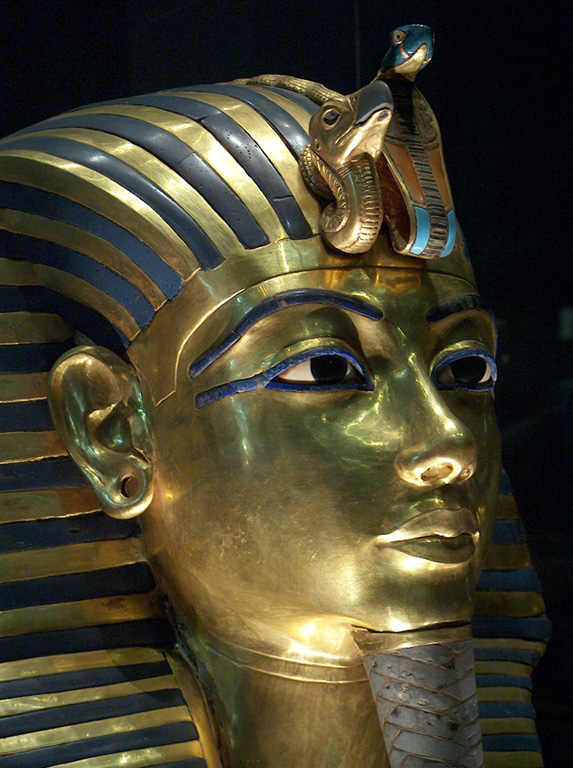
Золота маска Тутанхамона
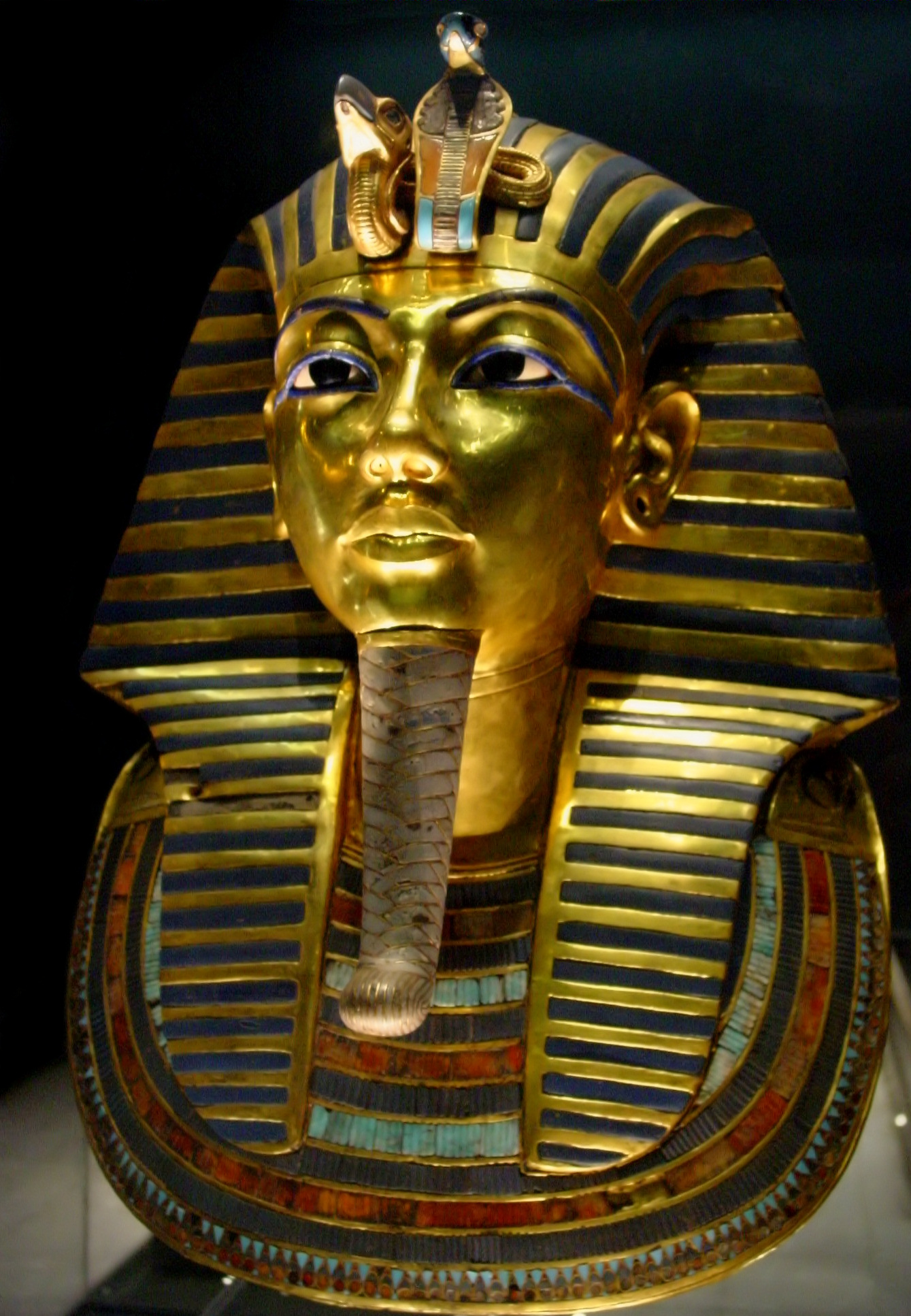
Золота маска Тутанхамона, виготовлена з 11 кг чистого золота
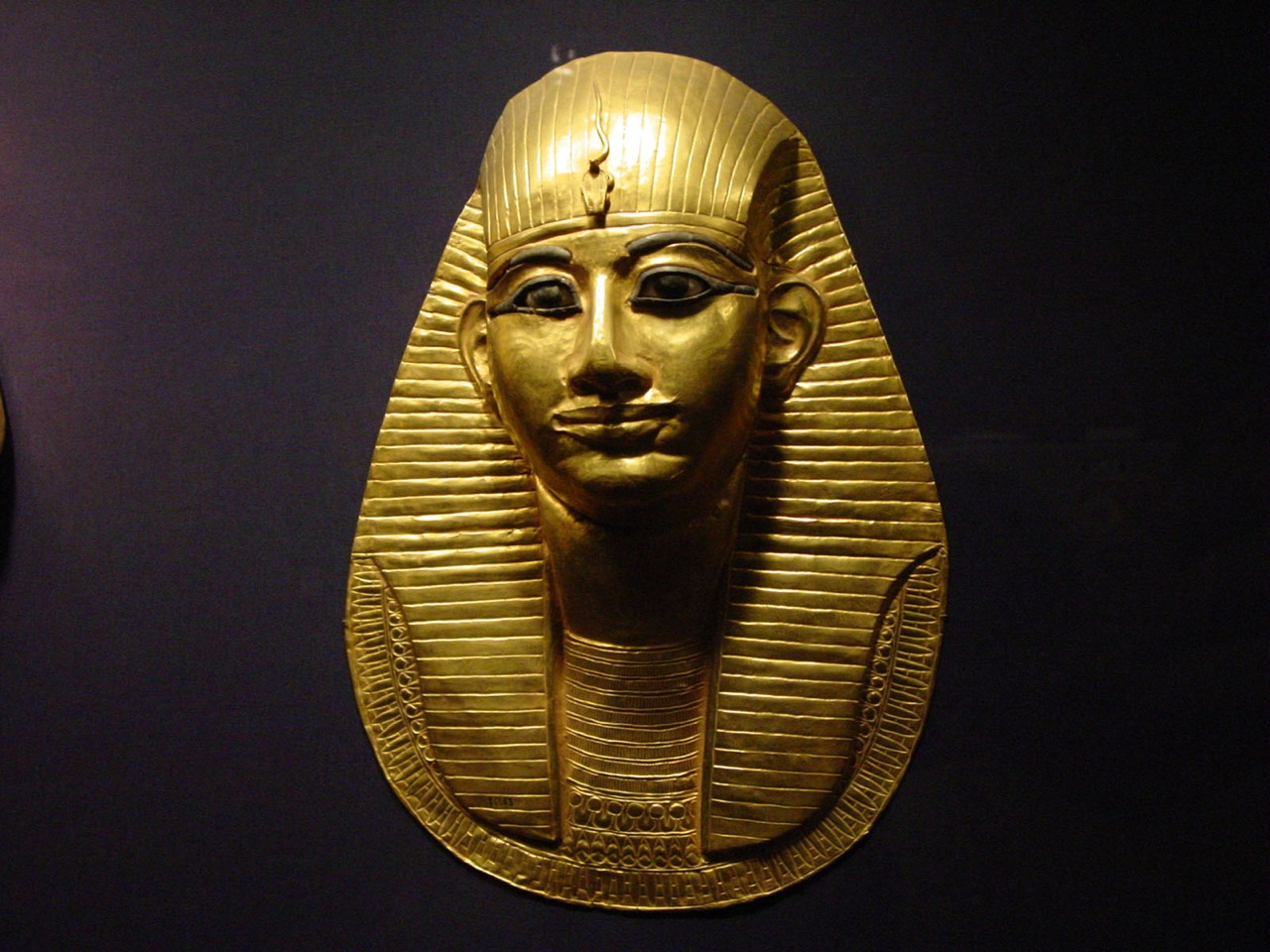
Поховальна маска фараона Аменемопета з ХХІ династії
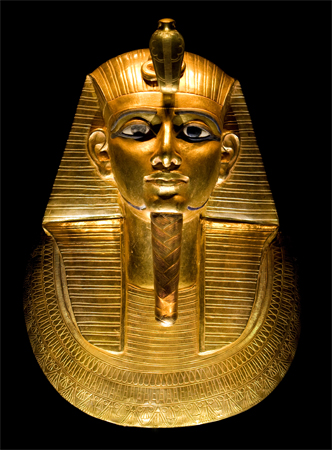
Маска мумії Псусеннеса І
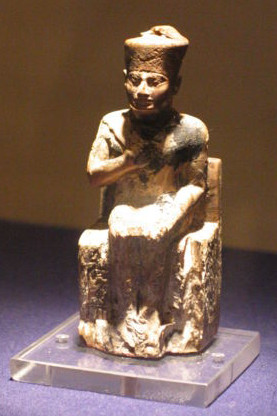
Статуетка Хеопса
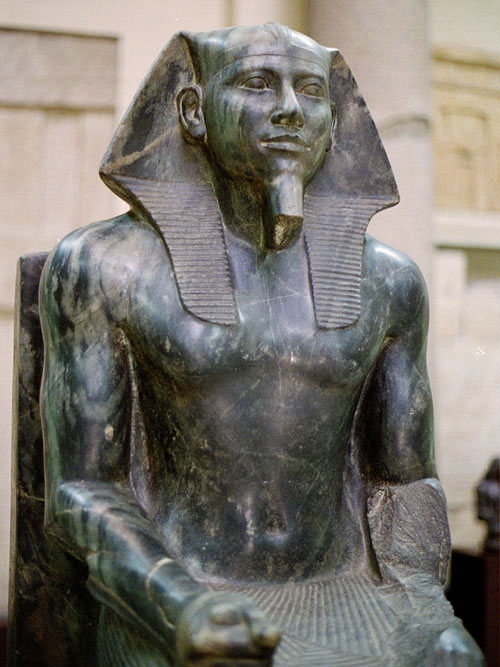
Статуя Хафри
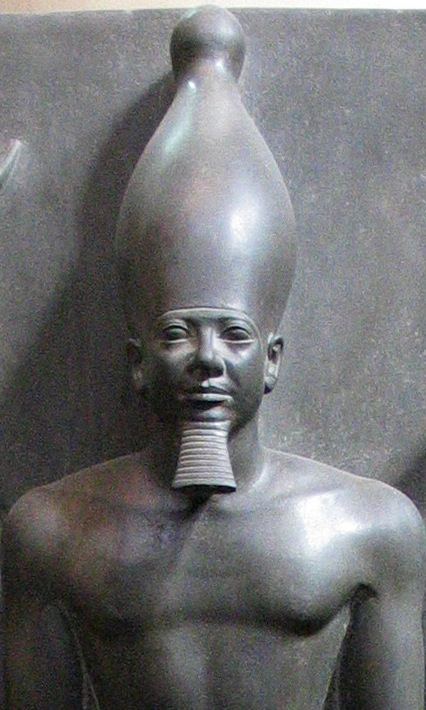
Статуя Мікерина
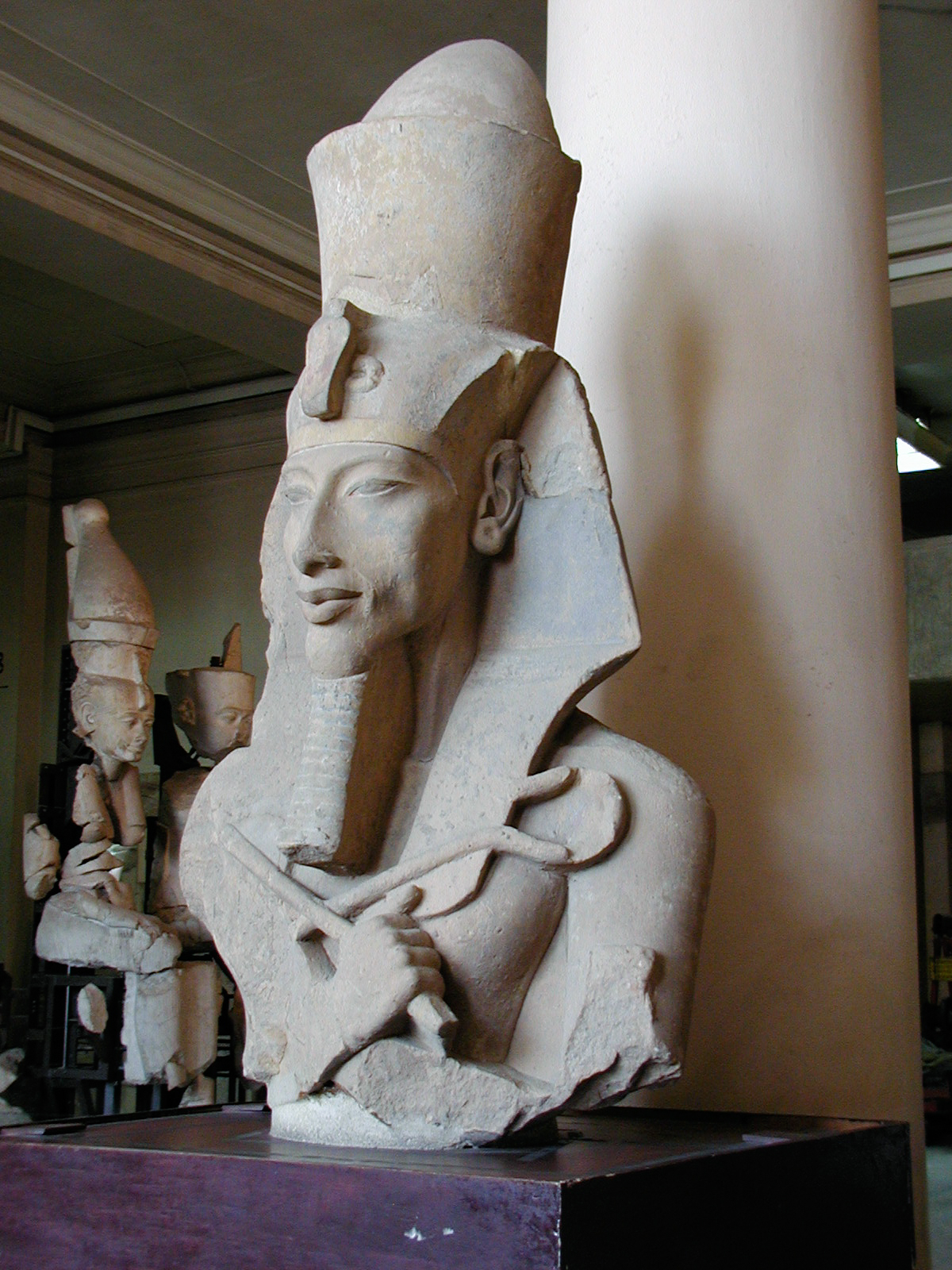
Погруддя Ехнатона
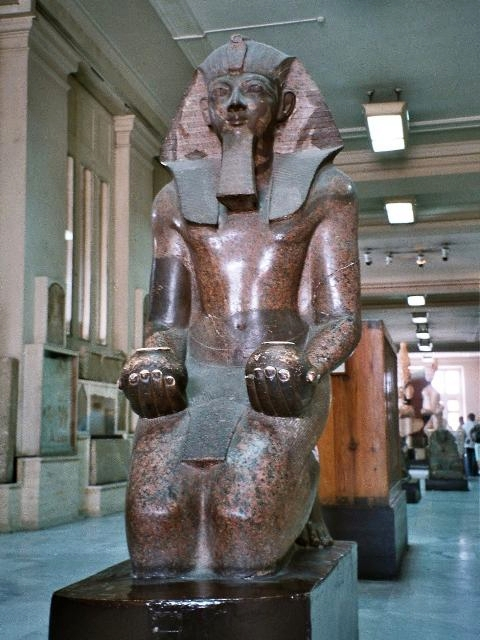
Статуя Тутмоса III
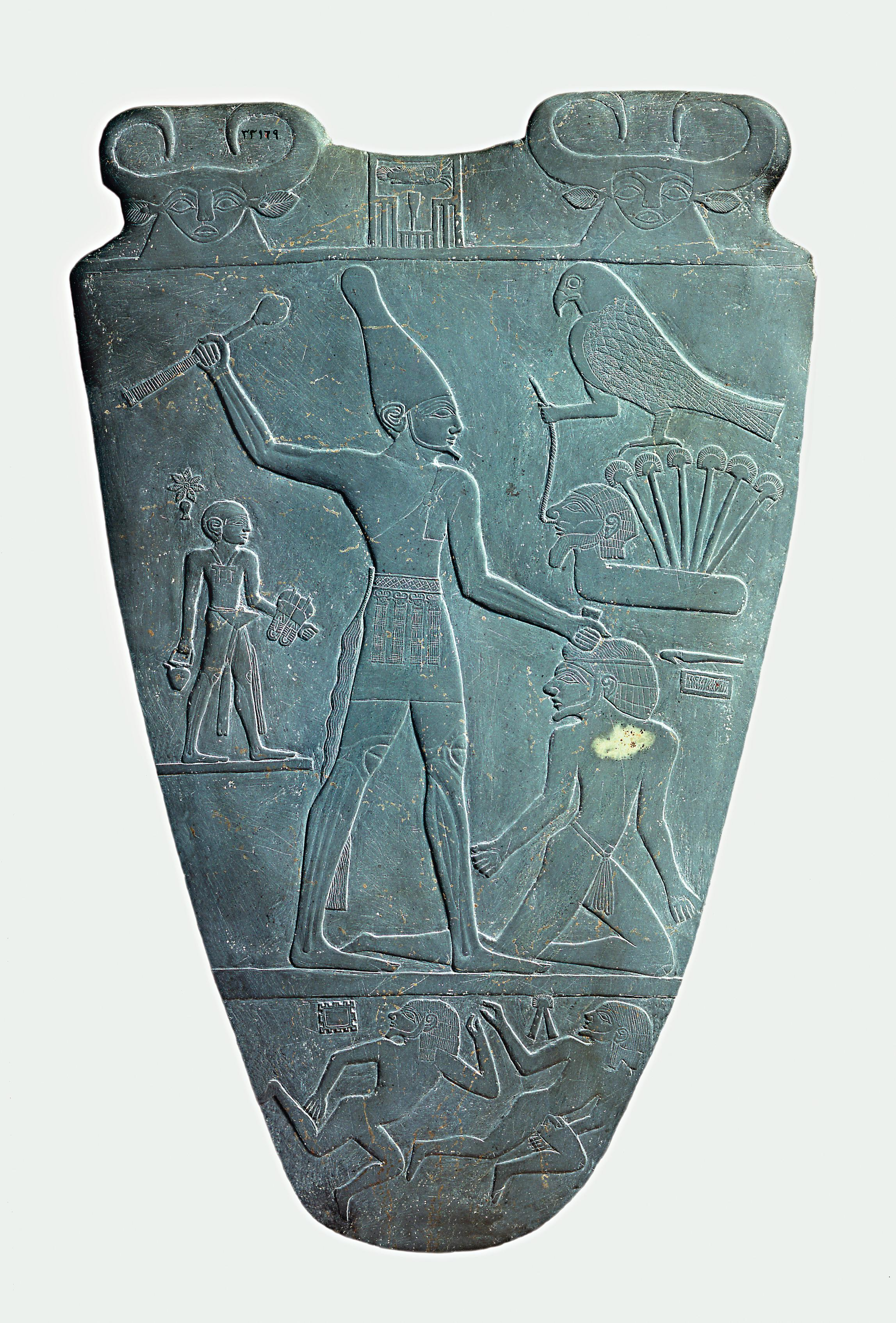
Палета Нармера
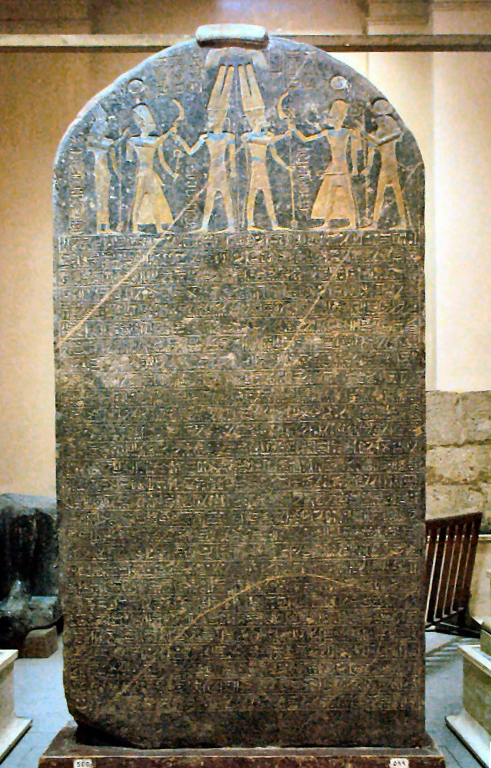
Стела Мернептаха
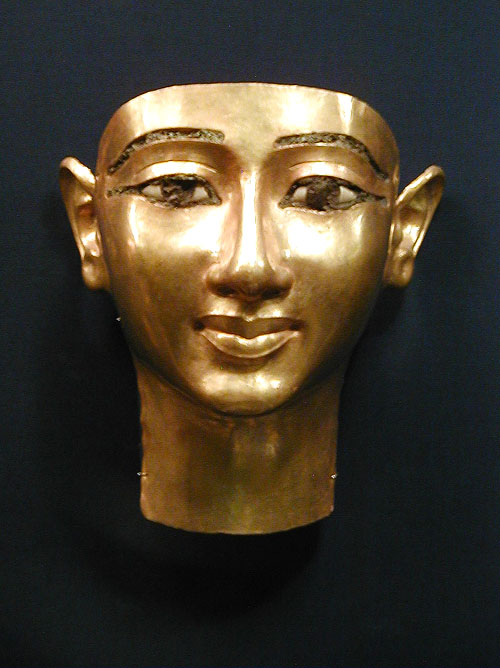
Маска мумії Венджебауенджеда

## Новини 2011 року
- 29 січня під час мародерств у музеї було знищено дві мумії та розбито три вітрини. Після цього біля музею був утворений "живий ланцюг" з працівників музею та поліції, щоб захистити експонати.